# Magdalensberg (Berg)
Der Magdalensberg (slow.: Štalenska gora; 1059 m ü. A.) in Kärnten (früher Helenenberg) ist ein Berg im Klagenfurter Becken nordöstlich von Klagenfurt. Die Kirche auf dem Gipfel ist ein Wallfahrtsort und Ausgangspunkt des alljährlichen Vierbergelaufs. Ebenfalls auf dem Gipfel, sowie am Südhang, befand sich eine spätkeltische/frührömische Siedlung, die Stadt auf dem Magdalensberg. Der Berg war namensgebend für die 1973 durch Zusammenlegung entstandene Gemeinde Magdalensberg. Der Magdalensberg ist namensgebend für das Magdalensbergmassiv.

## Geologie
Der Magdalensberg besteht im Wesentlichen aus marinen Tonschiefern, die geringumfänglich auch Kalk- und Sandsteine führen, in die eine Abfolge aus submarinen vulkanischen Gesteinen eingeschaltet ist. Unter diesen basaltischen Vulkaniten überwiegen Tuffe und andere Pyroklastika. Der Magdalensberg ist die Typlokalität dieser Schichtenfolge aus Vulkan- und Sedimentgesteinen. Dementsprechend wird sie Magdalensberg-Folge genannt. Anhand bestimmter Fossilien, die in den Sedimentgesteinen enthalten sind (Acritarchen, Conodonten, Brachiopoden), ist sie sicher ins Ordovizium (Tremadoc bis Caradoc) datiert worden, reicht möglicherweise aber noch bis ins obere Kambrium hinab. Die meist nur sehr schwach metamorph überprägte (höchstens untere Grünschieferfazies) Magdalensberg-Folge wird der Stolzalpe-Teildecke der Gurktaler Decke des Oberostalpins zugerechnet. Vor allem an der Südflanke des Berges sind diese altpaläozoischen Gesteine bis in 900 m Höhe von eiszeitlichen Ablagerungen des Draugletschers überlagert.

## Vegetation
Der Magdalensberg ist vorwiegend mit Fichtenwald bewachsen, im Südosten auch mit Buchen gemischt. In der Senke südlich des Gipfels Richtung Ottmanach befindet sich Wirtschaftsgrünland, mit Äckern durchsetzt.

## Kirche

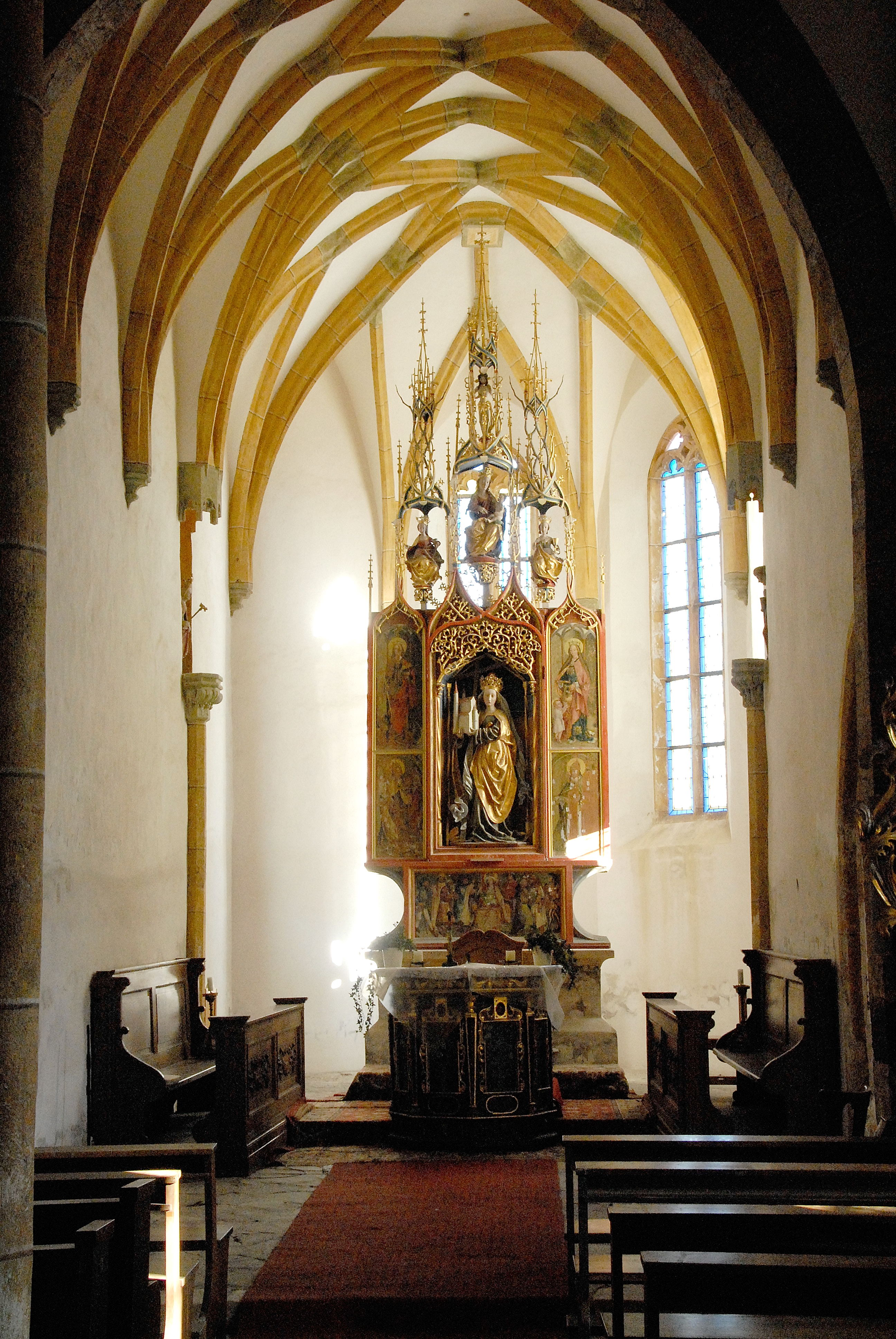
Hauptschiff mit Presbyterium in der Helenenkirche

Die Filialkirche der heiligen Helena und Maria Magdalena steht auf dem Gipfel an der Stelle eines keltisch-römischen Heiligtums. Der Berg wurde urkundlich 1158, die Kirche 1262 erstmals erwähnt. Sie war wohl eine Gründung der Schenken von Osterwitz und ist bis heute eine Filiale der Pfarre Ottmanach. 
Der heutige spätgotische Bau wurde 1462 von einem Meister Mothe einem älteren Bau angefügt, wobei die Fertigstellung erst Ende des 15. Jahrhunderts erfolgte. Die Kirche ist rund 27 m lang und besitzt einen Nordturm mit Pyramidendach. Das Langhaus ist hoch, der schmale Chor etwas niedriger. An der Südseite befindet sich ein kleiner Seitenchor, der die Magdalenenkapelle bildet und älter als der Rest der Kirche ist. Chöre und Südseite besitzen hohe Maßwerkfenster. Das Eingangsportal im Westen ist schmal und spitzbogig und besitzt reich profiliertes gotisches Gewände. Im Bogenfeld darüber befinden sich ein reliefiertes Christusmonogramm und zwei Sterne. Das Langhaus ist dreijochig und ist eine zweischiffige Halle, der sich im Süden ein niedrigeres Seitenschiff anschließt. Gedeckt ist das Langhaus mit einem Sternrippengewölbe. Der Chor ist aus der Achse gerückt, vierjochig und besitzt ein Netzrippengewölbe.

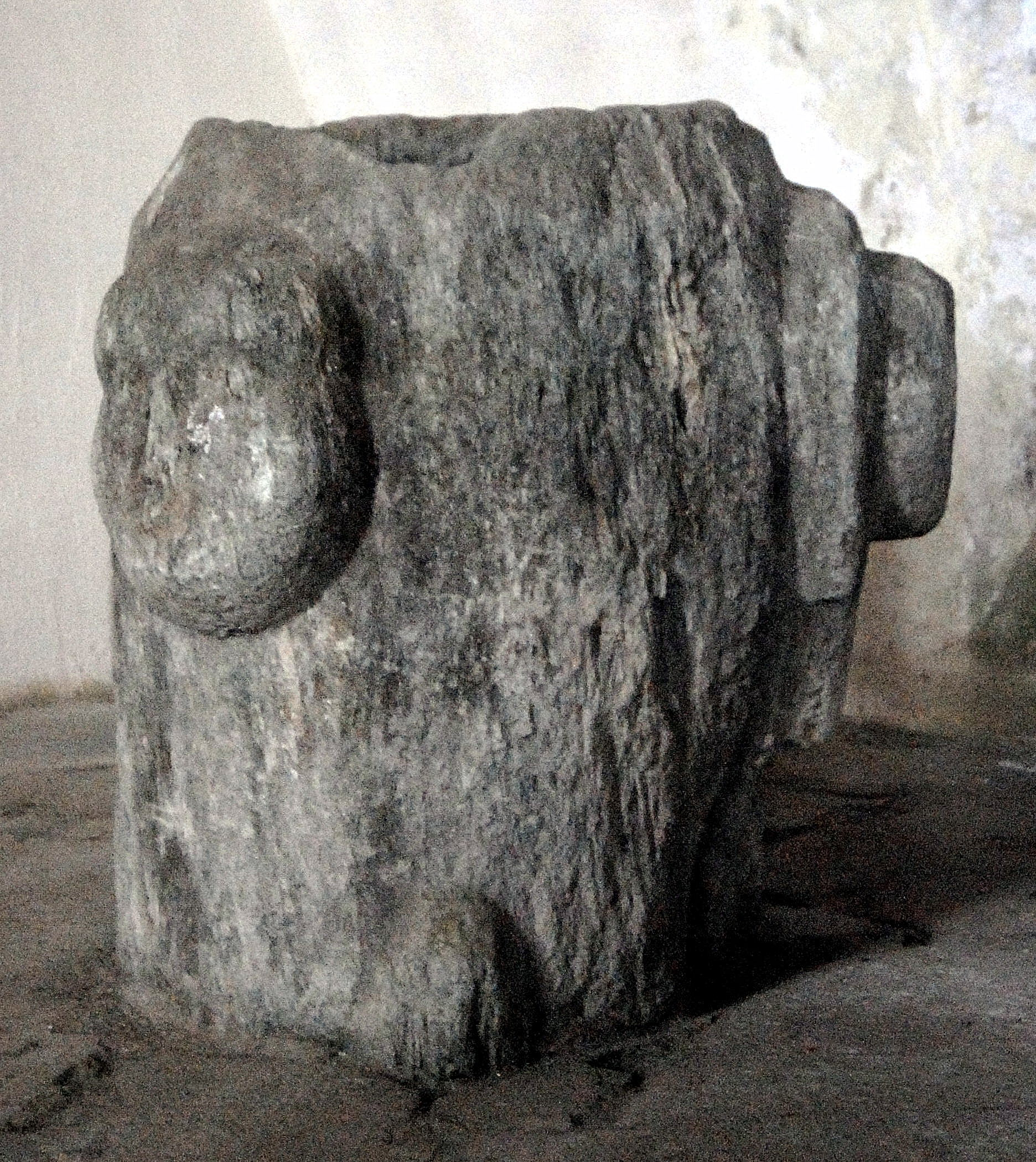
Vorrömischer Dreikopfstein in der Helenenkirche

Von der Einrichtung ist der Flügelaltar aus der St. Veiter Werkstätte von 1502 hervorzuheben. In der Kirche befindet sich auch ein zylindrischer, ausgehöhlter Dreikopfstein, der als Teil eines vorrömischen Dreikopfbeckens gedeutet wird.
Neben der Kirche befindet sich eine Kapelle, ein kleiner gotischer Bau mit quadratischem Grundriss und einem mit Steinplatten gedeckten Spitzdach. An der Westwand befindet sich ein Fresko des heiligen Wolfgang mit der Jahreszahl 1786.

## Ausgrabungen

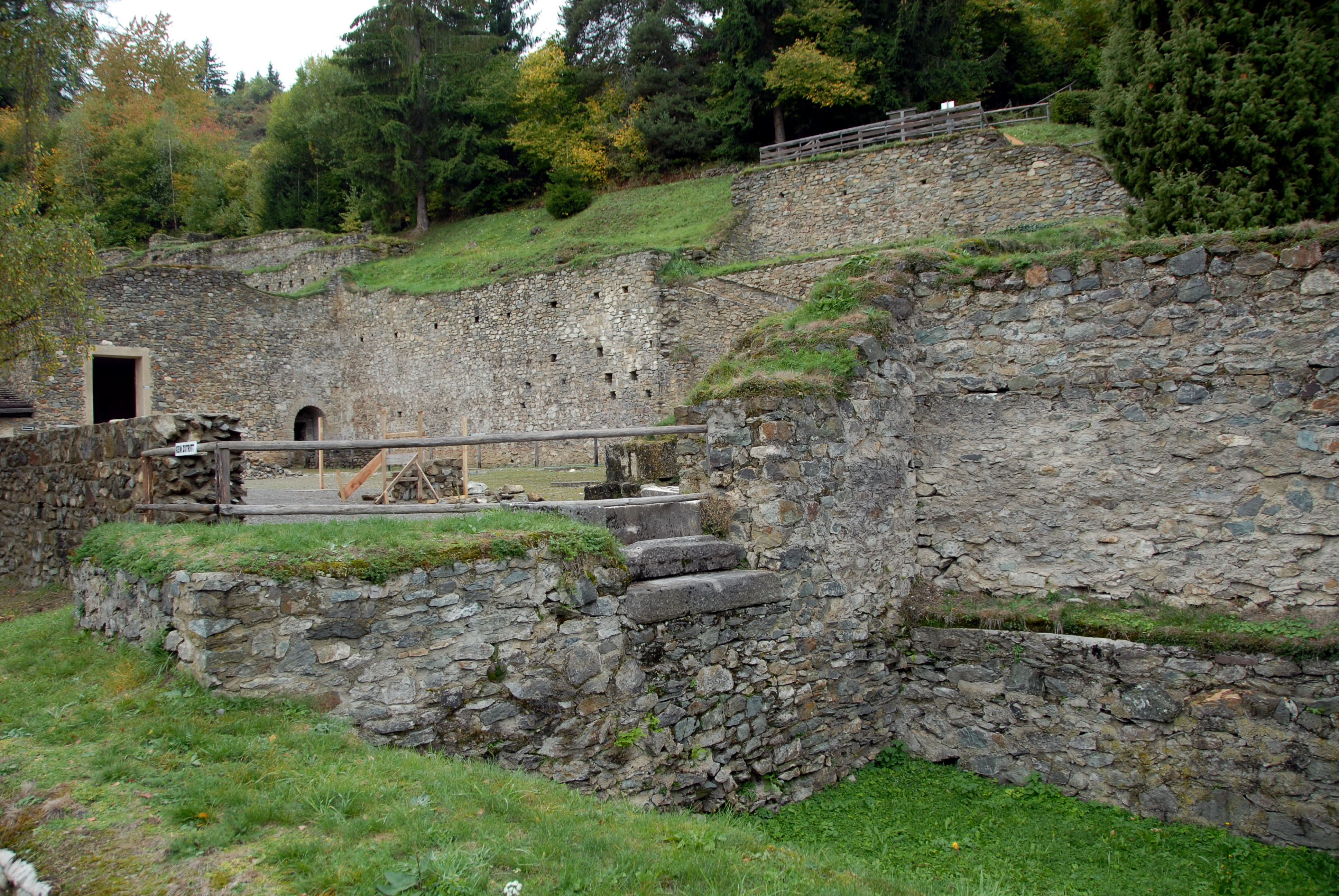
Ausgrabungen der Stadt auf dem Magdalensberg

Am Südhang des Magdalensberges wurde besonders seit 1948 eine Siedlung aus spätkeltisch-frührömischer Zeit ausgegraben. Sie war vor und kurz nach der römischen Okkupation des keltischen Königreichs Noricum der wichtigste römische Handelsplatz, an dem vor allem das norische Eisen gehandelt wurde. Es wurden bis jetzt das Forum, ein Tempel, Repräsentationsgebäude, Badehaus, eine kaiserliche Goldschmelze, sowie etliche Handels-, Werkstätten- und Wohnhäuser ausgegraben. Bedeutendster Einzelfund ist der 1502 gefundene Jüngling vom Magdalensberg.